# 7e régiment de cuirassiers
Das Régiment Royal-Étranger cavalerie (zuletzt als 7e régiment de cuirassiers) war ein Regiment der schweren Kavallerie, aufgestellt im Königreich Frankreich während des Ancien Régime. Zusammengestellt aus verschiedenen ausländischen Regimentern im Dienste Frankreichs vergab der König an das Regiment den Namen „Royal étranger“ um der Ehre willen. Heute wird die Tradition durch das 1er régiment étranger de cavalerie fortgeführt.

## Aufstellung und signifikante Änderungen
- 1657: Aufstellung eines Kavallerieregiments durch den Comte de Roye („Régiment du comte de Roye cavalerie“)
- 1659: Aufstellung des Regiments Royal-Etranger durch Personal aus verschiedenen Fremdenregimentern und Eingliederung des Régiment du comte de Roye
- 1791: Umbenennung in 7e régiment de cavalerie
- 1803: Umbenennung in 7e régiment de cuirassiers
- 1815: Auflösung nach der Herrschaft der Hundert Tage
- 1825: Wiederaufstellung durch Umwandlung des 7e régiment de dragons
- 1919: Auflösung nach dem Ende des Ersten Weltkriegs
- 1940: Wiederaufstellung als 7e régiment de cuirassiers und Auflösung nach dem Waffenstillstand von Compiègne
- 1945: Wiederaufstellung als 7eégiment de cuirassiers
- 1962: Auflösung

## Regimentskommandanten
Mestre de camp war von 1569 bis 1789 Rangbezeichnung für den Regimentsinhaber und/oder den tatsächlichen Kommandanten eines Kavallerieregiments. Die Bezeichnung Colonel wurde von 1789 bis 1793 und dann wieder ab 1803 geführt. Sollte es sich bei dem Mestre de camp um eine Person des Hochadels handeln, die an der Führung des Regiments kein Interesse hatte (wie z. B. der König oder die Königin) so wurde das Kommando dem „Mestre de camp lieutenant“ (oder „Mestre de camp en second“) überlassen. Von 1793 bis 1803 verwendete man in der französischen Armee die Bezeichnung Chef de brigade. Ab 1791 gab es keine Regimentsinhaber mehr.
- 1657: Mestre de camp Comte de Roye
- 1673: Mestre de camp de Coigny
- 1704: Mestre de camp de la Tournelle
- 1706: Mestre de camp de Saint-Chamans
- 1710: Mestre de camp de Valentinois
- 1720: Mestre de camp de Saint-Maure
- 1740: Mestre de camp de Charleval d’Auneuil
- 1756: Mestre de camp de Chabot
- 1763: Mestre de camp de Vernassal
- 1764: Mestre de camp d’Hautefort
- 1770: Mestre de camp d’Havrincourt
- 1782: Mestre de camp de Montsoreau
- 1788: Mestre de camp de Sully
- 1789: Colonel Comte Charles de Lameth
- 1791: Colonel Pierre Louis Auguste De Villoutreys de Faye
- 1793: Mathurin Gondaud – Chef de brigade
- 1802–1805: François-Joseph d’Offenstein – Chef de brigade, dann Colonel ab 1803
- 1807: Jacques Charles Dubois de Thimville – Colonel
- 1812: Michel Ordener – Colonel[1]
- 1813: Colonel Claude Francois Richardot – Colonel
- 1813: Colonel Eugène d’Astorg – Colonel
- 1835: Colonel de Barbeyrac de Saint-Maurice
- 1847: Colonel Salmon
- 1851: Colonel Mavet
- 1853: Colonel Ameil
- 1855: Colonel Tixedor
- 1862: Colonel Nitot
- 1870: Colonel Boré-Verrier
- 1875: Colonel Bignon
- 1881: Colonel Burnes
- 1898: Colonel Henri Magon de La Giclais
- 1907: Colonel Desprez
- 1913: Colonel de Maison Rouge
- 1959: Colonel Bouchet

## Gefechtskalender

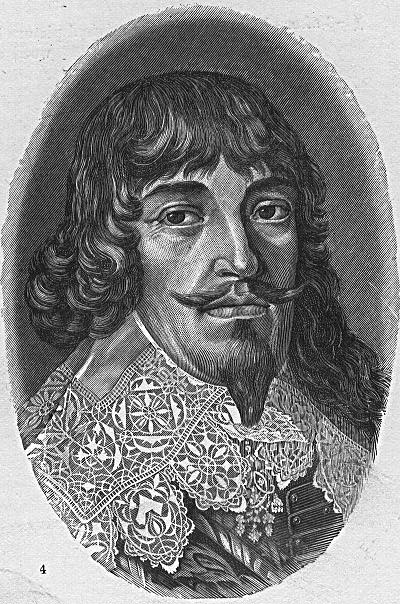
Bernhard von Sachsen Weimar, auf den das Regiment zurückgeht

### Ancien Régime
Bei Eintritt Frankreichs in den Dreißigjährigen Krieg im Jahre 1635 bot Bernhard von Sachsen-Weimar dem Kardinal Richelieu seine Dienste an. Dabei brachte er 16 erfahrene Regimenter mit, die sich im Dienste Frankreichs auszeichneten und auch nach dem Tod ihres Führers 1639 in der französischen Armee blieben.
Nach dem Pyrenäenfrieden wurden aus den ausländischen Verbänden reguläre Einheiten der französischen Krone formiert, zu denen dann auch das spätere Kavallerieregiment « Royal étranger » zählte, das vom Comte de Roye als erstem Mestre de camp am 10. Februar 1657 in Dienst genommen wurde. Das Régiment de Roye erhielt seine Feuertaufe in der Schlacht in den Dünen, wo es entscheidend zum siegreichen Ausgang beitrug.
Im Devolutionskrieg war es an den Belagerungen von Tournai, Douai und Lille beteiligt.
Nach dem Frieden von Nimwegen bezog das Regiment Garnison in Caen
Im Pfälzischen Erbfolgekrieg kämpfte es in der
Schlacht bei Fleurus und der Schlacht bei Mons (1691).
Im Spanischen Erbfolgekrieg kämpfte es in der Schlacht bei Ramillies in der Armee von Nicolas de Neufville, duc de Villeroy.
Es kämpfte im Österreichischen Erbfolgekrieg in der Schlacht bei Fontenoy.
- Am 1. August 1759 Teilnahme an der Schlacht bei Minden.

- 10. Juli 1760: Gefecht bei Korbach

Nach starkem Einsatz in der Schlacht bei Warburg zog es sich zusammen mit den französischen Truppen in guter Ordnung zurück.

### Kriege der Revolution und des Kaiserreichs
Im Jahre 1789 lag es in Arras in Garnison und stand unter dem Kommando von Mestre de camp Comte Charles de Lameth.
Im März 1792 lag das Regiment in Commercy in Garnison. Am 14. September des gleichen Jahres zeichnete es sich im Gefecht bei La Croix-aux-Bois aus. Am 20. September attackierte es die Ungarn während der Kanonade bei Valmy. Nach der Schlacht bei Jemappes am 6. November wurde es der Armée des Ardennes zugeteilt, wo es zusammen mit dem 16e régiment de cavalerie an der Einnahme von Charleroi und am 14. November an der Belagerung von Namur teilnahm. Sein Winterquartier nahm das Regiment in der Gegend von Namur.
- 1793

Schlacht bei Neerwinden (1793),
Schlacht bei Hondschoote,
Schlacht bei Wattignies
- 1794

24. April: Gefecht bei Solesmes, wo es drei massive, feindliche Angriffe zurückschlagen konnte.
Schlacht bei Menen.
Schlacht bei Aldenhoven.
- 1795

April: Belagerung von Luxemburg (1794–1795).
- 1799

Schlacht bei Stockach
- 1800

Das Regiment nahm am Feldzug der Rheinarmee in der Division von Général Souham teil. Es kämpfte in der Schlacht bei Ulm. Anfang Dezember ging das Kommando des Regiments an den Colonel François-Joseph d’Offenstein über. Schlacht bei Höchstädt. Nach dem Friedensschluss wurde es nach Trier in Garnison gelegt.
- 1802: Am 23. Dezember wurde das Regiment in seiner Garnison Stenay in 7 e régiment de cuirassiers umbenannt.
- 1805

Übergang über den Tagliamento
Schlacht bei Caldiero
- 1807

Das Regiment bestand aus vier Escadrons unter dem Kommando von Lieutenant-colonel Dubois und zeichnete sich in der Schlacht bei Heilsberg und der Schlacht bei Friedland aus.
- 1809

Schlacht bei Aspern (In dieser Schlacht verlor das Regiment seinen Adler) und Schlacht bei Wagram.
- 1812 Russlandfeldzug

Lieutenant colonel Ordener war zu diesem Zeitpunkt Kommandeur. Zusammen mit dem 4e régiment de cuirassiers und dem „14e régiment de cuirassiers“ bildete es die Reservekavallerie der Division Doumerc. Nach der Ersten Schlacht bei Polozk, in der das Regiment russische Truppen zum Rückzug zwingen konnte, wurde es zurückgehalten, um den Abmarsch der Grande Armée zu decken. Es folgte die Zweite Schlacht bei Polozk. Zwischen dem 26. und dem 29. November führte es mehrere überraschende Angriffe aus, um die russischen Verfolger am Vorwärtskommen zu hindern. Diese Aktionen gestatteten es den Pontonieren von Général Eblé während der Schlacht an der Beresina zwei Pontonbrücken zu errichten.
Am 23. Mai 1813 stand das Regiment im Kavalleriekorps Latour-Maubourg. Es kämpfte bei Reichenbach gegen die Russen, konnte aber den erreichten Erfolg nicht durch eine Verfolgung der Geschlagenen ausnutzen.
Nach der Teilnahme an der Schlacht bei Bautzen nahm es noch an der Völkerschlacht bei Leipzig und teil und kehrte danach nach Frankreich zurück.
Während des Feldzuges in Frankreich 1814 wurde das Regiment in Schlacht bei Champaubert und der Schlacht bei Vauchamps eingesetzt, wo es am Abend des 14. Februar attackierte. Schließlich kämpfte es noch im Gefecht bei Claye-Souilly am 28. März, und im Gefecht bei Villeparisis
- 1815

Schlacht bei Ligny. Am 17. Juni war das Regiment der Reservekavallerie von Maréchal Grouchy in Wavre zugeteilt. Am nächsten Tag, in der Schlacht bei Waterloo, gelang es den Kürassieren, die Dragonerbrigade von General Ponsonby auseinanderzutreiben.
Am 23. März 1816 wurde das Regiment aufgelöst, die verbliebenen Reiter wurden in das „4e régiment de cuirassiers“ (neuer Name: de Berry cavalerie) eingegliedert.

### Restauration
Im Jahre 1825 wurde das Regiment mit Order vom 25. Februar aus dem entlassenen 7e régiment de dragons wieder aufgestellt. Von 1848 bis 1848 gehörte es zur Armée des Alpes. Bis zum Juli 1870 lag es in verschiedenen Garnisonen, so in Lyon, Meaux, Versailles, Maubeuge, Haguenau, Lunéville, Verdun und weiteren Standorten.

### Zweites Kaiserreich

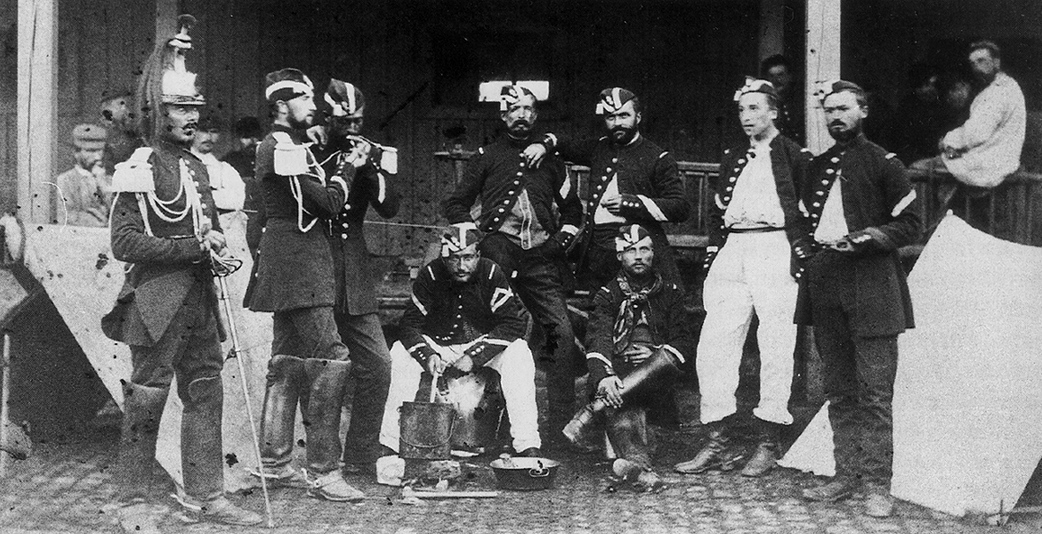
Kürassiere in Metz 1870

im Zweiten Kaiserreich war das Regiment 1870 der „Armée du Rhin“ (Rheinarmee) unter dem Marschall Mac-Mahon zugewiesen. Zusammen mit dem 10e régiment de cuirassiers bildete es die 2. Kavalleriebrigade in Gramont (Département Tarn-et-Garonne), die wiederum zur 3. Reservekavalleriedivision gehörte. Am 23. Juli wurde das Regiment mit der Bahn von Chartres nach Pont-à-Mousson transportiert. Am 16. August kam es bei Rezonville in der Nähe von Metz zu einem Gefecht mit Teilen der preußischen Kavalleriebrigade von Bredow. Der hier erzielte Erfolg konnte jedoch nicht ausgenutzt werden. Anschließend war das Regiment in der Schlacht bei Gravelotte eingesetzt. Am 21. August wurden die Reste des Regiments entlassen und mit der Kapitulation von Metz am 28. August hatte das Regiment offiziell zu bestehen aufgehört.
Mit dem sich noch im Depot von Chartres befindlichen Personal wurde ein neues Regiment aufgestellt. Kommandeur wurde der Lieutenant-colonel Bergeron. Es trat in die Kavalleriebrigade von Général Tripart und übernahm die Aufgabe der Deckung der linken Flanke der „Armée de la Loire“ (Loirearmee). Es führte die Bezeichnung „7e cuirassiers de marche“.

### 1871–1914
Im Zuge des generellen Rückzuges der französischen Truppen führte der Weg des Regiments ab dem 4. Dezember 1870 von Orléans, über Tours (17. Dezember) und dann nach Mans, wo es am 12. Januar 1871 ein letztes Mal kämpfte. Mit dem Waffenstillstand vom 18. Januar wurde die „Armée de la Loire“ aufgelöst. Mit Décret vom 4. Februar 1871 wurde das bisherige Marschregiment wieder in das reguläre „7e régiment de cuirassiers“ umgewandelt.
- 1891: Die Einheit gehörte zur 5. Brigade der 4. Kavalleriedivision unter Général Viel d’Espeuilles. Kommandeur war der Lieutenant-colonel Burnez.

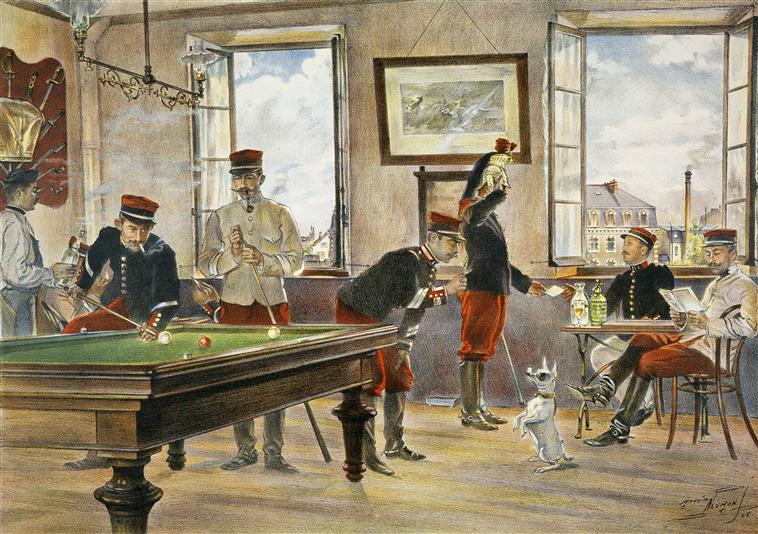
Offiziere im Kasino 1905

- 1907: Garnison in Lyon. Einsatz bei der Winzerrebellion im Languedoc. Im Juni deckte es die Truppen, die gegen die Aufständischen vorgingen, die die Unterpräfektur in Narbonne belagerten. Da Schusswaffen eingesetzt wurden, kam es zu einem Todesfall – ein Cafehausbesitzer, der mit der Sache nichts zu tun hatte – 15 der Aufständischen wurden schwer verletzt.[2]

- 1913: Garnison in Lyon unter dem Kommando von Colonel Arnoux de Maison Rouge.

### Erster Weltkrieg
- 1914

Bei der Mobilisierung 1914 war das Regiment unter Colonel Arnoùx de Maisonrouge mit Garnison in Lyon der „5e brigade de cuirassiers“ („6e division de cavalerie“) unter Général Levillain zugeteilt. Die Mobilisation wurde am 31. Juli angeordnet.
Am Abend des 2. August am Bahnhof Charmes verladen, traf es am 3. August in der Region von Hablainville ein. Ersten Feindkontakt hatte es am 6. August mit einer Aufklärungspatrouille, geführt von Lieutenant de Montfort. Am 15. August wurde das Regiment dem Kavalleriekorps Conneau zugewiesen, um an der Offensive in Richtung Saarburg teilzunehmen. Am Morgen des 18. August überquerte es die ehemalige deutsch-französische Grenze auf der Straße Paris-Straßburg, überholte bei Lörchingen die Spitzen der Infanterie und erreichte die Höhen südlich von Saarburg. Beim Rückzug ab dem 20. August fungierte es als Nachhut
24. August: Gefecht bei Rozelieures
26. August: Rückzug in Richtung Magnières-Gerbéviller mit Stabilisierung der Front. Das Regiment wurde zur Reserve nach St. Boingt beordert.
8. – 12. September: Verlegung in die Region Dommartin-sur-Yèvre und dort Verfolgung der sich zurückziehenden deutschen Truppen.
3. Oktober: Teilnahme am Wettlauf zum Meer. Anschließend kämpfe in der Ersten Flandernschlacht bei Ypern, Roeselare und Paschendaele
22. November: Abtransport des Regiments in die Region Croix-Saint-Ouen (bei Compiègne).

#### 1915
13. Januar: Die 6. Kavalleriedivision wurde hastig auf der Straße nach Soissons verlegt, um einen deutschen Angriff abzuschlagen. Ein Eingreifen war dann jedoch nicht notwendig und die Reiter kehrten am 15. Januar in ihre Lager zurück.
25. Januar: Bahnverladung in das Elsaß, wo durch das Regiment vor dem Dorf Balschwiller Stellungsgräben angelegt wurden.
11. Mai: Verlegung in das Artois – ohne Einsatz
28. Juni: Verlegung nach Lothringen – Besetzung der Stellungen in der Region Saint Jean d'Ormontcelles-Hermenpère
22. Juli: Zur Disposition der 41. Infanteriedivision. Unterstützung bei einem Angriff auf den Ban de Sapt.
31. August: Abtransport zur Teilnahme an der Herbstoffensive in der Champagne.
18. Oktober: Verlegung nach Lothringen. Besetzung der Gräben im Abschnitt Forêt de Parroy (Bois Legrand). Ein ruhiger Abschnitt, mit lediglich durchzuführenden Aufklärungsaufgaben

#### 1916
Am 10. August wurde das Regiment nach Lyon verlegt, um dort aufgelöst und die Pferde an die Artillerie abgegeben zu werden. Bereits am 16. August wurde die Order widerrufen, das Regiment nach Paris verlegt und dort zur besonderen Verfügung gehalten.

#### 1917
Ab August wurden die Abschnitte Bois Carré (Sektor Fresnes) und Monplaisirgilotin (Sektor Folembray) besetzt. Hier waren nach dem Zurückdrängen der Deutschen umfangreiche Arbeiten zu verrichten, um im ehemaligen Kampfgelände die notwendige Infrastruktur halbwegs wiederherzustellen.
Am 20. November wurde das Regiment mit der 5. Kavalleriedivision auf die Bahn verladen und an die Somme transportiert, wo durch die Division versucht werden sollte, einen britischen Angriffserfolg auszuweiten. Das Regiment kam jedoch nicht zum Einsatz und kehrte in seine alten Unterkünfte zurück. Es wurde nunmehr mit seiner Brigade der 3. Kavalleriedivision unterstellt.

#### 1918
Am 25. Februar wurde die 3. KD verladen und in die Region Sancerre verlegt. Hier stand die Division unter dem Oberkommando der VIII. Militärregion (Bourges). Nach dem Beginn der deutschen Offensive wurde das Regiment am 26. März an die Somme transportiert, wo es bis zum 5. April in Reserve lag, um dann nach Westen verlegt zu werden. Am 12. April wurde es alarmiert und in großer Hast nach Norden geschickt, wo es am 15. April in der Gegend von Cassel ankam. Dabei hatte es mehr als 200 Kilometer zurückgelegt, davon allein 120 in den ersten 24 Stunden. Es gehörte damit zu den ersten französischen Truppen, die zur Unterstützung der Briten eintrafen. Am 17. April biwakierte das Regiment im Bois Brabant, fünf Kilometer südlich von Poperinge in der Nähe der Frontlinie. Am 20. April stellte die Einheit ein Bataillon zu Fuß zusammen, das unter dem Kommando von Chef d’escadrons Testart stand. Die Pferde blieben im Biwak zurück. Es folgten Grabenkämpfe im Bereich der 28. Infanteriedivision an der Straße von Zeevecote nach Locre und am Kemmelberg. Am 4. Mai verließ die Kavallerie die Region und marschierte in Etappen nach Kormerie. Am 14. Mai wechselte die 5. Kürassierbrigade von der 3. zur 5. Kavalleriedivision zurück und marschierte bis Saint-Omer-en-Chausée, um dort am 16. Mai verladen und in die Region Épernay transportiert zu werden. In der Nacht des 28. Mai wurde das Regiment alarmiert und hastig nach Port-à-Bison und Brouillet geschickt. Die Deutschen hatten den Chemin des Dames überwunden und drohten auf Paris zu marschieren, dabei hatten sie versucht, Fère-en-Tardenois einzunehmen. Die Kavalleriedivision hatte den Befehl erhalten, diesen Angriff abzuwehren. Danach lag das Regiment bei Chapelle-Monthodon, bis es am 1. Juni zur Ferme Lesnars marschierte, wo ein Halbbataillon zu Fuß aufgestellt wurde. Diese löste am 6. Juni bei Mezy an der Marne ein Bataillon Kolonialinfanterie ab. Nach fünf Tagen wurde es wieder herausgezogen und am 21. Juni nach Paris transportiert, um dort aufgefüllt zu werden. Am 23. August erfolgte die Verlegung nach Vitry-le-François und von dort am 20. September der Abmarsch nach Suippes in der Champagne, wo es am 27. August eintraf. Hier sollte es in die Verfolgungskämpfe gegen die zurückweichenden deutschen Truppen eingesetzt werden. Am 5. Oktober wurde die Hindenburglinie überschritten, die Ortschaft Sainte-Marie-à-Py, sowie die Höhe von Notre-Dame-des-Champs passiert und bis nach südlich von Saint-Etienne-à-Ames vorgestoßen. Am 19. Oktober gehörte das Regiment zu den Truppen, die bestimmt waren, im November an der großen Offensive östlich von Nancy nach Lothringen teilzunehmen. Beim Abschluss des Waffenstillstandes befanden sich die Kürassiere noch bei Vaucouleurs an der Maas, von wo aus sie sich am 15. November nach Metz in Bewegung setzten. Am 19. November überschritten sie die vormalige Reichsgrenze und biwakierten in Sanry-sur-Nied bei Metz.
Am 22. November war das Regiment als Divisionsvorhut eingeteilt und zum Rhein in Bewegung gesetzt worden. Am 25. November erfolgte die Bahnverladung in Héricourt und der Rücktransport nach Lyon. Insgesamt hatten Pferde und Reiter seit dem 20. September 1.100 Kilometer zurückgelegt.
Seit dem Verlassen der Garnison vor viereinhalb Jahren waren die Reiter zwischen den Vogesen und dem Meer gependelt, waren 17 mal auf die Bahn verladen worden und hatten zu Pferd an die 7.000 Kilometer zurückgelegt.

### Zwischenkriegszeit
Zu Beginn des Jahres 1919 wurde das Regiment aufgelöst.

### Zweiter Weltkrieg

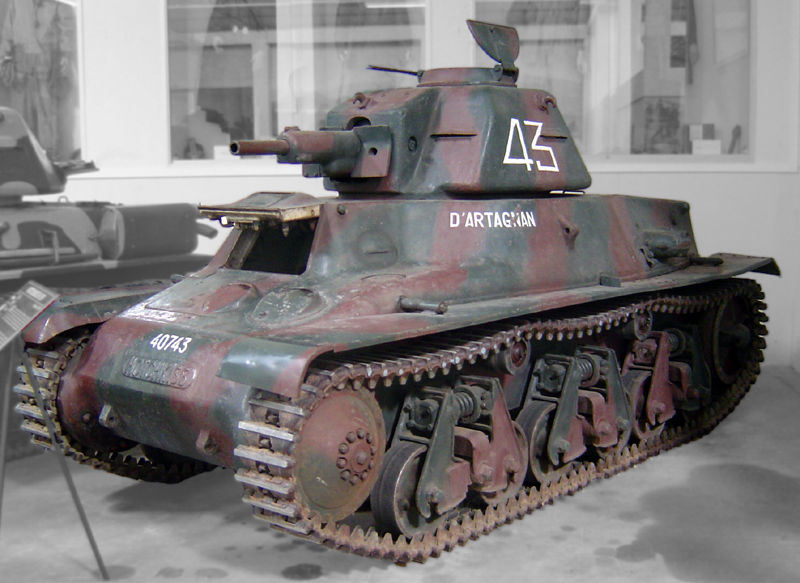
Hotchkiss H-39

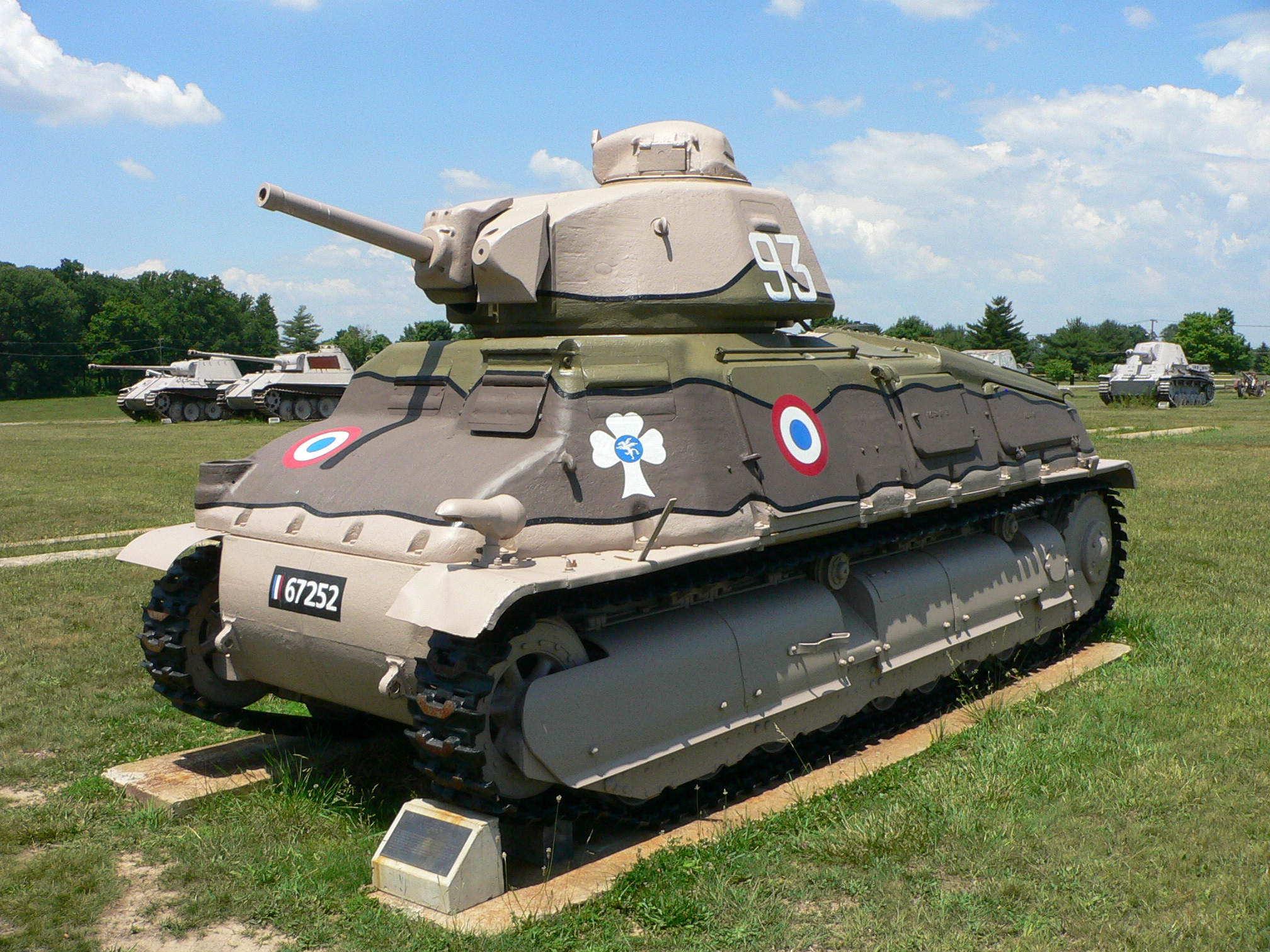
Samoua S-35

Bedingt durch den Krieg mit Deutschland wurde das Regiment im Mai 1940 wieder aufgestellt und mit 38 Panzern vom Typ Hotchkiss H-39 sowie 25 Panzern vom Typ Somua S-35 ausgerüstet. Es wurde der „4e division légère mécanique“ zugeteilt. Nach nur einem Gefecht bei Amiens wurde es am 28. Mai zunächst in Reserve gehalten. Am 5. Juni nahm es an einem Gegenangriff bei Airaine an der Somme teil. Die französische Gruppe bestand aus 85 Panzern (davon lediglich 25 vom stärkeren Typ Somua S-35). Die deutschen Truppen zerschlugen mit starker Artillerieunterstützung den Gegenangriff, wobei 73 französische Panzer verlorengingen. Die Reste zogen sich zur Avre zurück, wo das Regiment im Juni 1940 aufgelöst wurde.

### Nach 1945
- 1945–1962: Garnison Noyon

Nach dem Endes des Krieges wurde das Regiment wieder aufgestellt. Als erstes wurde es mit dem Panzer M4 Sherman ausgerüstet, die dann durch die Jagdpanzer AMX-13 ersetzt wurden. Im Jahre 1954, nach den Ereignissen vom 1. November in Algerien, wurde das Regiment zu einer Ausbildungseinheit für die in den Algerienkrieg bestimmten Kavallerieverbände umgewandelt. Die Panzer des Regiments wurden mit Ausnahme eines Zuges AMX-13 eingelagert. Im Juli 1962 wurde die Einheit in Noyon aufgelöst.

### Standarte

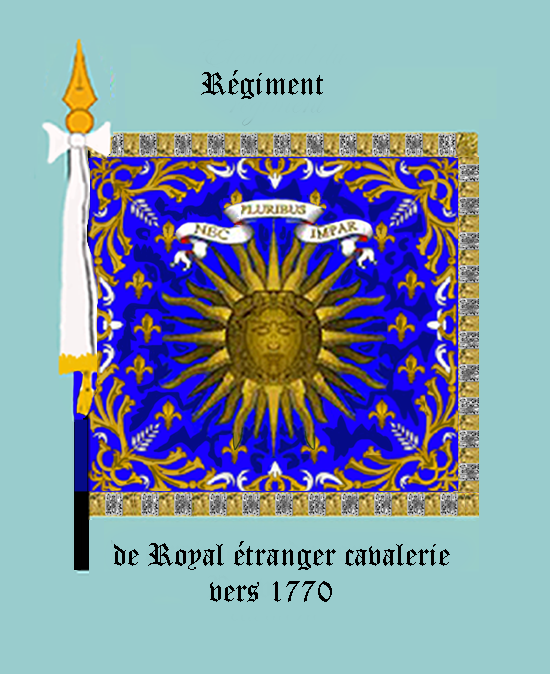
Standarte in der königlichen Armee

Die zuletzt geführte Standarte trägt in goldenen Lettern die Namen der Schlachten, an denen das Regiment ehrenvoll teilgenommen hat:
- Valmy 1792
- Essling 1809
- La Bérézina 1812
- Dresde 1813
- L'Yser 1914
- Flandres 1914–1918

### Auszeichnungen
Das Regiment hat keine Auszeichnungen (Croix de guerre et cetera) erhalten.

### Uniformen des Ancien Régime

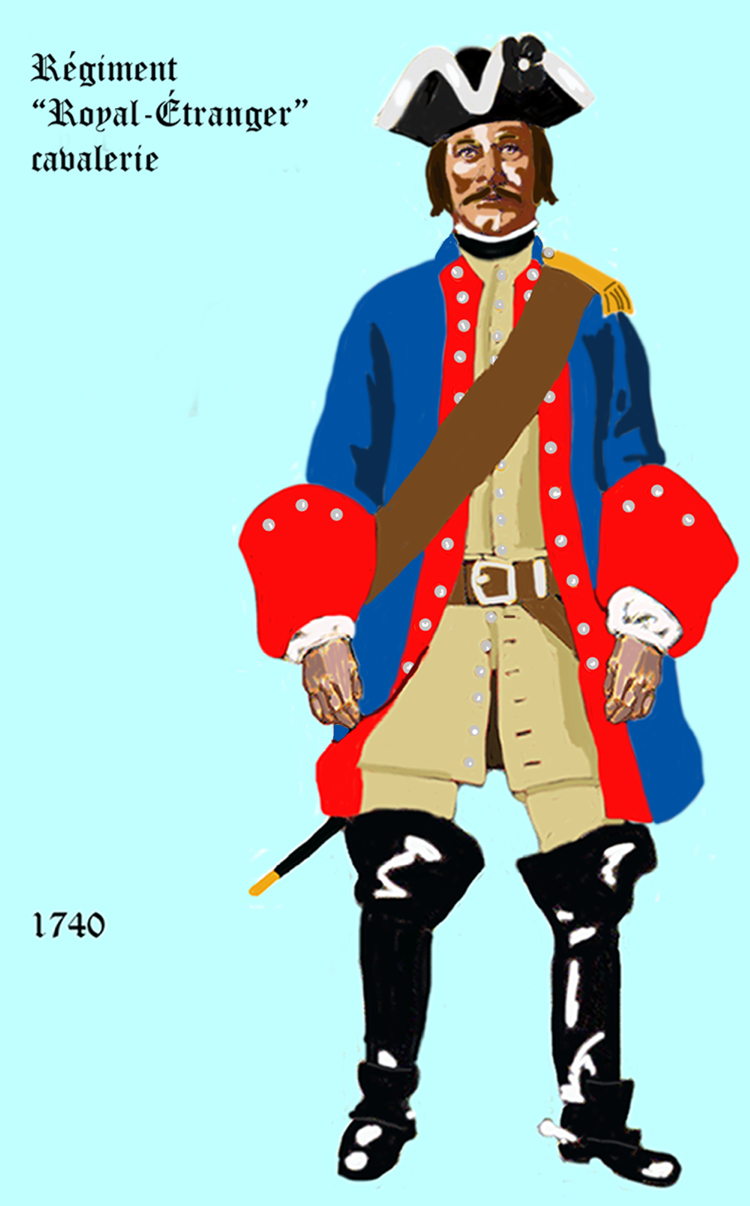
Uniform gemäß Verordnung von 1740
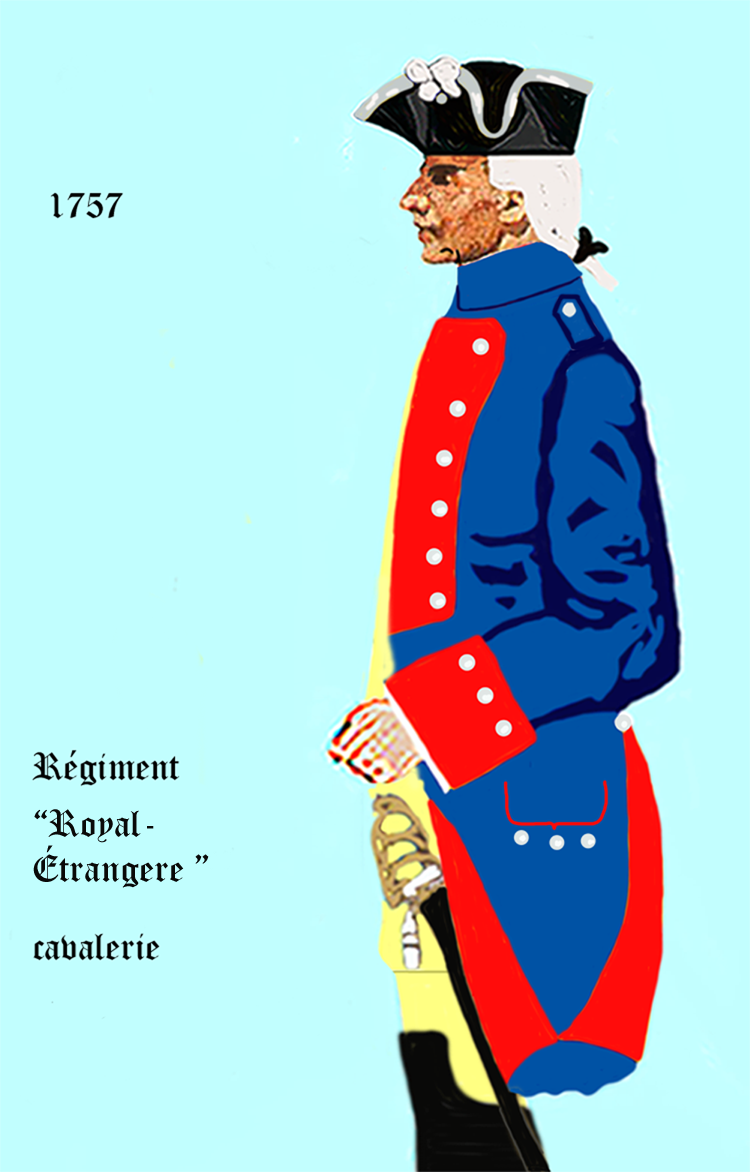
Uniform gemäß Verordnung von 1757
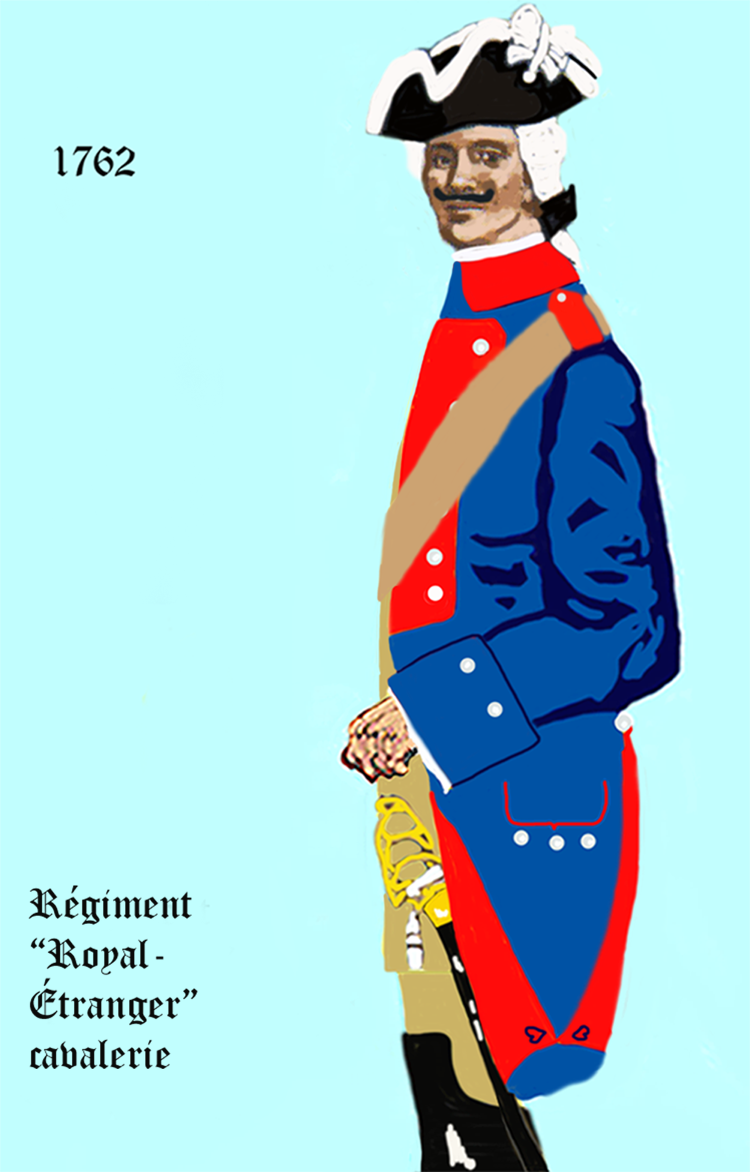
Uniform gemäß Verordnung von 1767
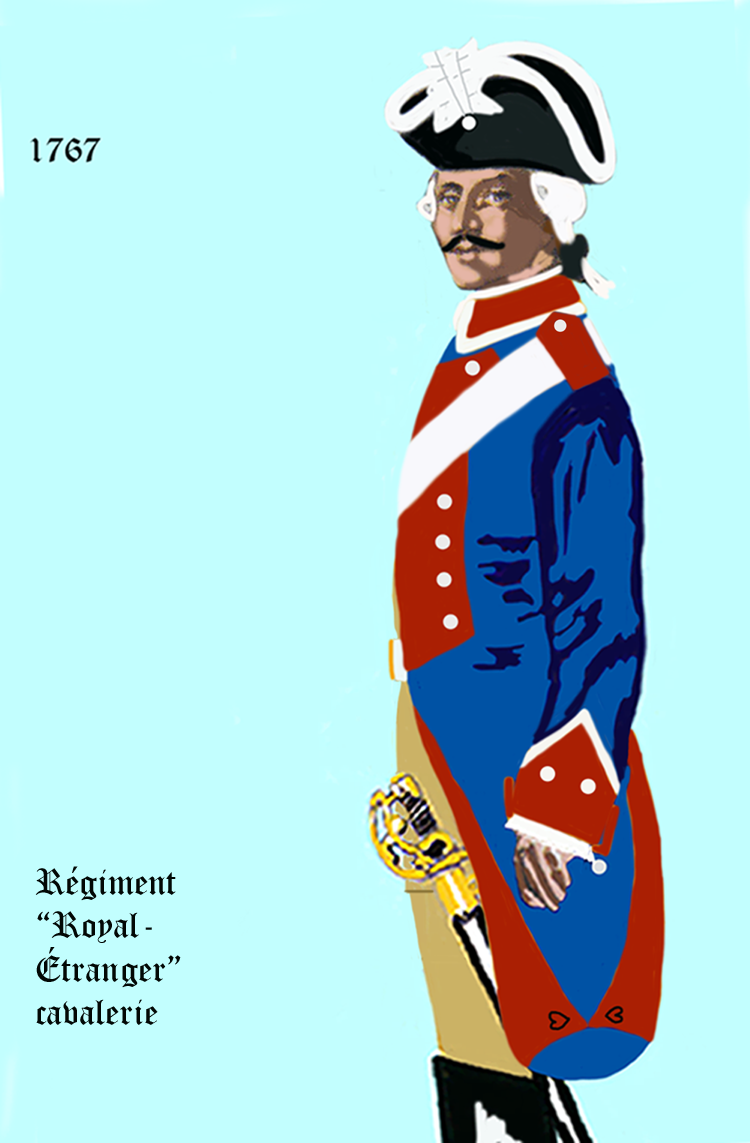
Uniform gemäß Verordnung von 1776
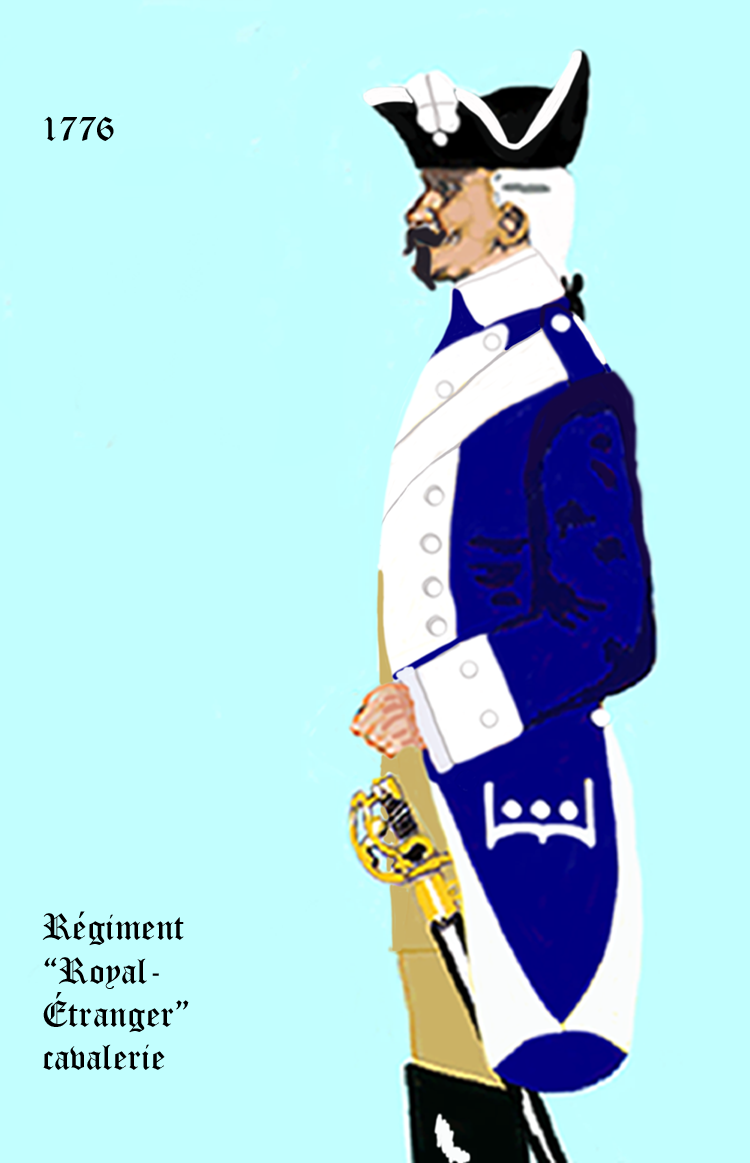
Uniform von 1776 bis 1779
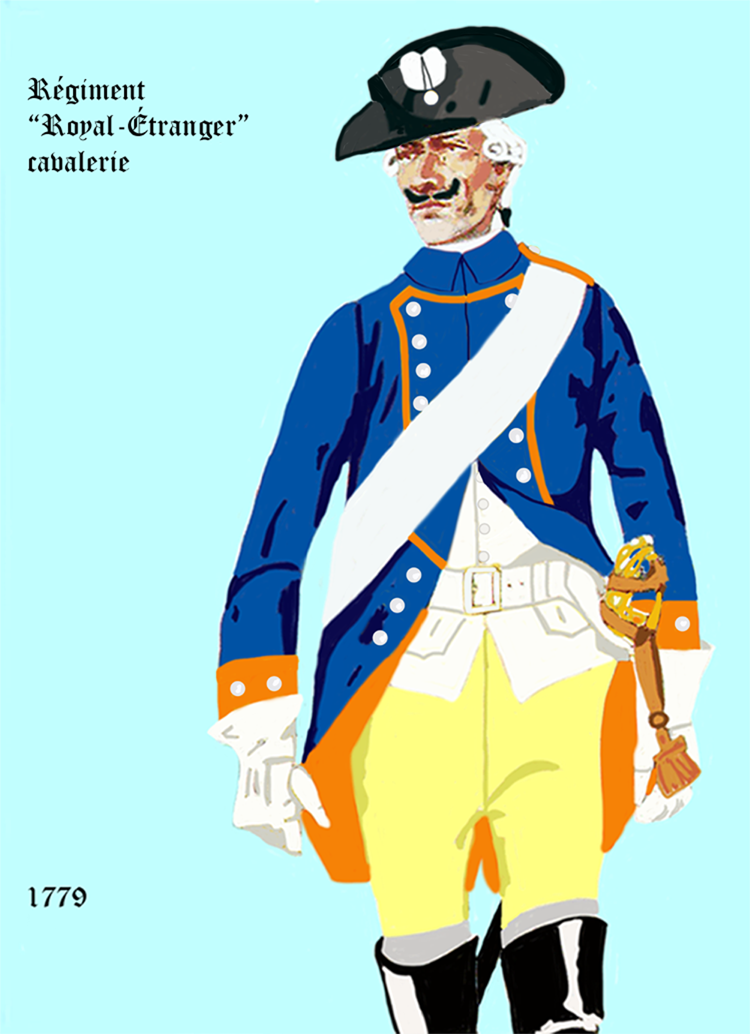
Uniform von 1779 bis 1786
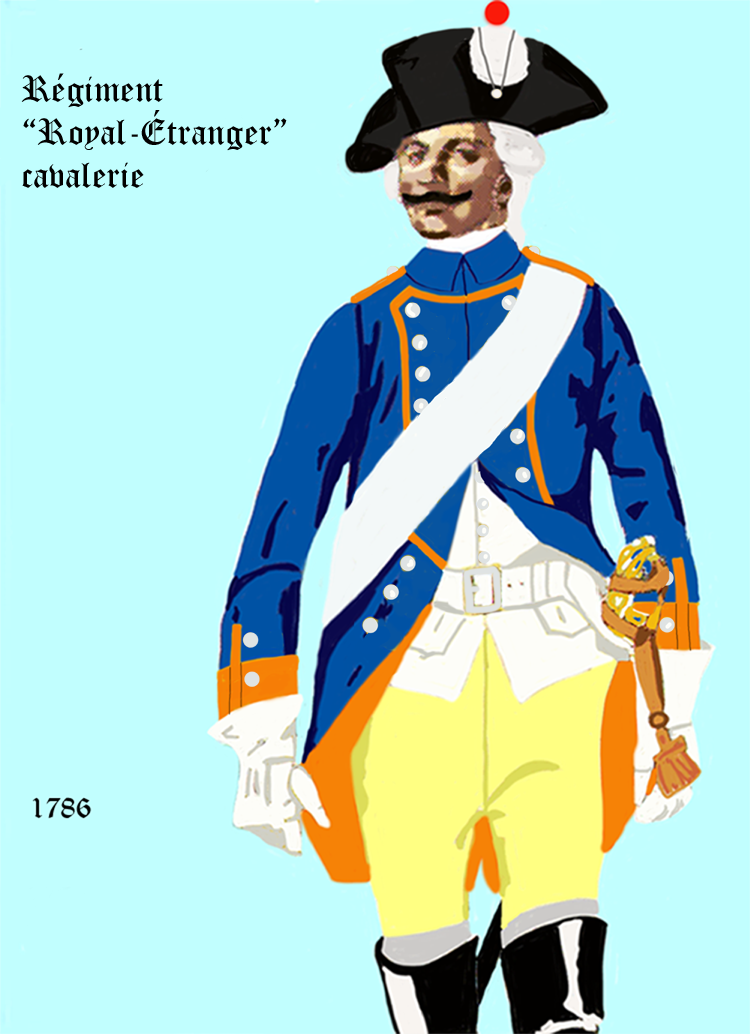
Uniform von 1786 bis 1791

## Historisches
Das „1er régiment étranger de cavalerie“ führt die Tradition des Regiments fort. Im Jahre 1706 übertrug König Louis XIV. das Regiment „Royal etranger cavalerie“ an den Monsieur de Saint-Chamans – mehr als 300 Jahre später übernahm der Colonel de Saint-Chamas 2003 das Kommando über das „1er régiment étranger de cavalerie“, womit sich der Kreis in der Geschichte geschlossen hat.